# Microrégion de Nova Friburgo
La microrégion de Nova Friburgo est une des microrégions de l'État de Rio de Janeiro appartenant à la mésorégion du Centre Fluminense. Elle couvre une aire de 2 087 km2 pour une population de 226 854 habitants (IBGE 2005) et est divisée en quatre municipalités.

## Microrégions limitrophes
- Bassin de São João
- Cantagalo-Cordeiro
- Macacu-Caceribu
- Macaé
- Santa Maria Madalena
- Serrana
- Três Rios

## Municipalités[1]
- Bom Jardim
- Duas Barras
- Nova Friburgo
- Sumidouro